# BIBSYS
BIBSYS és un proveïdor de sistemes bibliotecaris i d'informació per a totes les biblioteques universitàries i universitaris noruegues, la Biblioteca Nacional de Noruega i una sèrie de biblioteques i institucions de recerca. BIBSYS es va organitzar formalment com una unitat de la Universitat Noruega de Ciència i Tecnologia (NTNU), que es troba a Trondheim, Noruega. El consell d'administració és nomenat pel Ministeri Noruec d'Educació i Investigació.